# تارافيرو
تارافيرو  هي قرية صغيرة وكيان محلي في بلدية كوندادو دي تريفيجنو، في مقاطعة بورغوس، قشتالة وليون، إسبانيا. اعتبارًا من عام 2020، بلغ عدد سكانها 13 نسمة. 

## الجغرافيا
تقع تارافيرو على بعد 102 كم شرق شمال شرق برغش.